# トマス・ダニレヴィチュス
トマス・ダニレヴィチュス（Tomas Danilevičius, 1978年7月18日 - ）は、リトアニア・クライペダ出身の元同国代表サッカー選手。現役時代のポジションはフォワード。
代表ではチームキャプテンを務めるとともに、リトアニア代表の歴代最多得点記録を持っているプレーヤーである。

## 経歴
母国のFKアトランタスでキャリアを始める。1996年にジュピラー・プロ・リーグのクラブ・ブルッヘに移籍すると、UEFAカップのシャルケ04戦で86分にフィタル・ボルケルマンスとの交代で途中出場し同クラブデビューとなった。
アーセナルFCではプレシーズンマッチのFCバルセロナ戦でゴールを挙げた。2000年12月30日に行われたサンダーランドAFCとの一戦でティエリ・アンリに代わり79分から出場し、プレミアリーグにおいて初めてピッチに立った。
2002-03シーズンからセリエBにASリヴォルノ・カルチョに加入。イタリアでの初出場は2002年9月14日のエラス・ヴェローナFC戦となった。翌年3月30日のSSCヴェネツィア戦で移籍後初ゴールを挙げた。クラブは同シーズンを3位で終え昇格が決定した。2004年9月26日のアタランタBC戦で、36分にルカ・ヴィジャーニとの交代でセリエAデビューを果たした。2005-06シーズンはUSアヴェッリーノ1912に期限付き移籍した。
2007年1月6日、セリエBのボローニャFCに移籍。2007-08シーズン後半はUSグロッセートへのローンでプレーした。2008-09シーズンよりリヴォルノに復帰した。
2013年8月9日、セリエAのパルマFCと契約すると共に1.SNLのNDゴリツァにレンタルされることが発表された。

## タイトル

### クラブ
クラブ・ブルッヘ
- ジュピラー・プロ・リーグ : 1995-96

ラティーナ
- コッパ・イタリア・レガ・プロ : 2012-13

ゴリツァ
- ポカル・ノゴメトネ・ズヴェゼ・スロヴェニイェ : 2013-14

### 個人
- リトアニア年間最優秀サッカー選手賞 : 2006, 2007